# Malabaila graveolens
Malabaila graveolens är en flockblommig växtart som först beskrevs av Spreng., och fick sitt nu gällande namn av Franz Georg Hoffmann. Malabaila graveolens ingår i släktet Malabaila och familjen flockblommiga växter. Inga underarter finns listade i Catalogue of Life.